# Мишиев, Александр Владимирович
Александр Владимирович Мишиев (родился 29 января 2004 года, Пятигорск, Россия) — российский футболист, вратарь.

## Биография
Воспитанник пятигорской СДЮСШОР № 6. После ее окончания попал в клуб «Машук-КМВ». За его основной состав во втором дивизионе провел лишь одну игру: 4 июня 2023 года в гостевом поединке против команды «Спартак-Нальчик» он на 82-й минуте заменил основного голкипера Максима Кармазина. За это время Мишиев успел пропустить один гол, а пятигорчане уступили со счетом 0:4.
Летом 2023 года вратарь заключил контракт армянским коллективом Премьер-Лиги «Урарту». Мишиев, в основном, выступает за его второй состав, привлекаясь к работе с основной. За нее в элите дебютировал 7 мая 2024 года во встрече против «Вест Армении» (0:1).